# Tomáš Oral
Tomáš Oral (* 24. prosince 1977 Olomouc) je český šachový velmistr.

## Kariéra
Šachy se naučil hrát v pěti letech od svého otce, později se šachově vzdělával zejména samostudiem. V roce 1991 vyhrál mistrovství Evropy do 14 let a později byl pátý na mistrovství světa do 20 let. Velmistrovský titul získal v roce 1999.
Dvakrát startoval na mistrovství Evropy družstev, v roce 2001 hrál na první šachovnici a získal 3,5 bodu z osmi partií. Zúčastnil čtyř šachových olympiád v řadě (1998 až 2004). Nejlepšího individuálního výsledku dosáhl v roce 2002, když získal 6,5 bodu v 10 partiích na čtvrté šachovnici. Vyhrál samostatně nebo na děleném prvním místě několik mezinárodních turnajů.
V roce 2001 byl jedním ze čtyř českých reprezentantů, kteří se zúčastnili simultánky proti Garrimu Kasparovovi, a jako jediný ho dokázal porazit.
Od roku 2009 do konce roku 2013 své šachové aktivity výrazně omezil, ale poté se znovu k šachu vrátil, jak do soutěží družstev, tak jednotlivců. Na mistrovství republiky jednotlivců 2014 v Ostravě skončil na děleném druhém místě 1,5 bodu za Davidem Navarou, který mu připravil jedinou porážku. Na pomocná kritéria mu těsně unikla medaile a patřilo mu konečné čtvrté místo s 6,5 b. z 9 partií (+5 − 1 = 3). Dělené druhé místo (4. podle pomocných kritérií) mu patřilo i na otevřeném velmistrovském turnaji v Sitges (6,5 b. z 9 partií bez porážky), dělené třetí místo v lednu 2015 na otevřeném turnaji v Seville (7 b. z 9 partií rovněž bez porážky).
Patří mezi uznávané odborníky na moskevský nebo Rossolimův útok v sicilské hře.

## Významná partie
Tomáš Oral – Garri Kasparov, simultánka, Eurotel Trophy, Praha 2001:
 1. e4 c5 2. Jf3 d6 3. Sb5 Sd7 4. Sxd7 Dxd7 5. c4 Jc6 6. d4 cxd4 7. Jxd4 Jf6 8. Jc3 g6 9. f3 Sg7 10. Jde2 O-O 11. O-O a6 12. a4 e6 13. Sg5 Dc7 14. Kh1 Da5 15. Sh4 Vfd8 16. Vc1 Dh5 17. Sf2 Da5 18. Sh4 Dh5 19. Sf2 Da5 20. Db3 Jd7 21. Dc2 Jc5 22. Vb1 Jb4 23. Dd2 Jb3 24. Dd1 Jc5 25. Sd4 Jcd3 26. Sxg7 Kxg7 27. Jc1 d5 28. cxd5 exd5 29. exd5 Jxc1 30. Dd4 Kg8 31. Vbxc1 Jxd5 32. Je4 f5 33. Vc5 Db4 34. Jf6 Kf7 35. Vc7 Ke6 36. Vc4 Dxc4 37. Ve1 Kf7 38. Dxc4 Kxf6 39. h4 Vd7 40. Dd4 Kf7 41. h5 Jf6 42. Dc4 Kg7 43. Dc3 Vf8 44. Ve6 gxh5 45. De5 Kg6 46. Dg3 Kf7 47. De5 Kg6 48. Dg3 Kf7 49. Ve5 Vfd8 50. Vxf5 Vd5 51. Vxd5 Vxd5 52. Dc7 Vd7 53. Db6 Ve7 54. Kh2 Kg6 55. Kg3 Kf7 56. Kh4 h6 57. Kg3 Kg7 58. f4 Kg6 59. Kf3 Kf7 60. f5 Kg7 61. Dd6 Kf7 62. a5 Ve8 63. Df4 Jg4 64. Dc4 Kf8 65. Dc5 Ve7 66. Dd6 Je5 67. Kf4 Jf7 68. Dc5 Jg5 69. Dd6 Jf7 70. Dg6 Vd7 71. f6 Vd4 72. Ke3 Vg4 73. Df5 Jd6 74. De6 a černý se vzdal.